# Bajar es lo peor (novela)
Bajar es lo peor es la primera novela de la escritora argentina Mariana Enríquez, publicada en 1995. La historia gira alrededor de tres adolescentes que se asoman al abismo de las drogas, destrucción y el amor. La novela fue descontinuada y, conforme creció el prestigio de Enríquez, se volvió una obra de culto. En 2022, la editorial española Anagrama decidió reeditarla.
La reedición de 2022 incluye un prólogo por Enríquez, en el que apunta que la narrativa refleja sus obsesiones adolescentes, siendo sus mayores influencias la dupla de Lestat y Louis de Entrevista con el Vampiro de Anne Rice y la dupla de Keanu Reeves y River Phoenix en My Own Private Idaho, de Gus Van Sant.

## Argumento
Buenos Aires, años noventa. Facundo, un joven de belleza inalcanzable, se prostituye para sobrevivir y tiene miedo de dormir solo por las pesadillas que sufre. Narval es un chico perseguido por seres oscuros y macabras alucinaciones. Ambos personajes chocan e interactúan con la inestable Carolina, asomándose al abismo de las drogas, la violencia, la destrucción y el amor.

## Recepción
En el prólogo de la nueva edición, Enríquez comparte que, al tiempo de su publicación, Bajar es lo peor "fue leída como una novela de realismo sucio. Con los años, algunos críticos, como el también escritor Elvio Gandolfo, escribieron que tenía elementos de terror moderno." Nada Suau, en su reseña para El Español, escribió que sus virtudes sobreviven al tiempo y las irregularidades, además de "encapsular un código fin-de-siglo que apela a quienes fuimos algunos". Para la cronista Leila Guerreiro, de El País, el libro dialoga con el contexto en el que fue escrito, "rescataba un espíritu de época –desconcierto adolescente, drogas, alcohol, desazón y rock– que nadie estaba reflejando por entonces, y... generó lectores que aún hoy le rinden culto”. Para Fernando Bogado, de Página 12, "Una obra de género como esta, que sabe combinar el terror con la fascinación adolescente por la noche, también puede tener su carga política".